# ضيف غير متوقع (مسرحية)
ضيف غير متوقع (بالإنجليزية:  The Unexpected Guest)‏ هي مسرحية لعام 1958 من إنشاء وتأليف كاتبة روايات الجريمة الإنجليزية أجاثا كريستي. وقد كانت المسرحية من إخراج هوبير جريج.

## الطاقم
- فيليب نيومان بدور ريتشارد وارويك
- رينيه أشرسون بدور لورا وارويك
- نايجل ستوك بدور مايكل ستارويدر
- ينيفرد أوتون بدور الآنسة بينيت
- كريستوفر ساندفورد بدور يناير وارويك
- فيوليت فيربروذر بدور السيدة وارويك
- بول كوران بدور هنري آنجيل
- تينيل ايفانز بدور العريف كادوالدر
- مايكل جولدن بدور المفتش توماس
- روي بورسيل بدور جوليان فارار